# Арта (Забайкальский край)
Арта — село в Улётовском районе Забайкальского края. Административный центр и единственный населённый пункт сельского поселения «Артинское».
Расположено на пологом левом берегу Ингоды в 12 км к юго-западу от села Улёты и в 115 км от Читы. Село находится в речной долине, протянувшейся вдоль Яблонового хребта (слева) и хребта Черского (справа). На противоположном берегу к реке подступает покрытый лесом хребет Аршан (отроги хребта Черского).
В 6 км от села проходит автодорога «Байкал». Железных дорог нет.
| 1923 | 2002 | 2010 | 2012 | 2013 | 2014 | 2015 |
| ---- | ---- | ---- | ---- | ---- | ---- | ---- |
| 1250 | ↘903 | ↘770 | ↘764 | ↘756 | ↘738 | ↗742 |
| 2016 | 2017 | 2018 | 2019 | 2020 | 2021 |      |
| ↘719 | ↘698 | ↘693 | ↘686 | ↘666 | ↘540 |      |